# Quaregnon

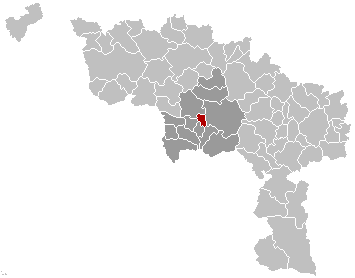
Quaregnons läge inom provinsen Hainaut

Quaregnon är en kommun i provinsen Hainaut i regionen Vallonien i Belgien. Quaregnon hade 18 789 invånare per 1 januari 2008.